# Randy Jackson (nhà Jackson)
Steven Randall Jackson (sinh ngày 29 tháng 10 năm 1961) là một ca sĩ, nhạc sĩ vũ công người Mỹ. Ông là một thành viên trong trong ban nhạc The Jackson 5, cũng là người con thứ chín trong gia đình.

## Danh sách album và đĩa đơn

### Đĩa đơn quảng bá
| Tựa đề              | Năm  |
| ------------------- | ---- |
| "How Can I Be Sure" | 1978 |